# Jüdische Gemeinde Schluchtern
Eine jüdische Gemeinde in Schluchtern, einem Ortsteil von Leingarten im Landkreis Heilbronn im nördlichen Baden-Württemberg, hat seit dem frühen 18. Jahrhundert bestanden. Die höchste Mitgliederzahl der jüdischen Gemeinde betrug um 1885 etwa 99 Personen.

## Geschichte
Einzelne Juden in Schluchtern wurden erstmals nach dem Dreißigjährigen Krieg erwähnt, eine aus mehreren Familien bestehende Gemeinde bildete sich dann im Lauf des 18. Jahrhunderts. Eine Synagoge wurde um 1800 im Nebengebäude eines Wohnhauses eingerichtet, auch gab es verschiedene Frauenbäder für rituelle Waschungen. Die zumeist armen Juden lebten im Bereich der Entengasse. 1845 wurde ein neues Frauenbad, 1882 der jüdische Friedhof Schluchtern errichtet, zuvor hatten die Schluchterner Juden ihre Toten auf dem jüdischen Friedhof Heinsheim und dem Jüdischen Friedhof Waibstadt bestattet. Die Gemeinde wuchs bis gegen Ende des 19. Jahrhunderts allmählich an, nahm dann aber durch Ab- und Auswanderung stark ab.

## Nationalsozialistische Verfolgung
In der Zeit des Nationalsozialismus entzogen sich vor allem jüngere jüdische Bürger durch Auswanderung weiteren Verfolgungen. Die verbliebenen zwölf Juden wurden im Zuge der Wagner-Bürckel-Aktion am 22. Oktober 1940 nach Gurs deportiert, wo eine Frau starb. Die anderen wurden 1942 nach Auschwitz verschleppt und fanden dort sehr wahrscheinlich ausnahmslos den Tod. Alfred Abraham Kirchhausen, Kriegsversehrter und Träger des Eisernen Kreuzes I. Klasse und bis 1939 Inhaber der Schluchterner Zigarrenfabrik mit zwanzig Beschäftigten, wurde von Darmstadt aus nach Theresienstadt deportiert. Er überlebte und kehrte 1945 nach Schluchtern zurück, wo er 1949 starb und auf dem Jüdischen Friedhof begraben wurde. Von den Ausgewanderten kam nur David Kirchhausen 1956 wieder nach Schluchtern zurück. Er starb 1969 und wurde ebenfalls auf dem Jüdischen Friedhof bestattet.
Das Gedenkbuch des Bundesarchivs verzeichnet 55 in Schluchtern geborene jüdische Bürger, die dem Völkermord des nationalsozialistischen Regimes zum Opfer fielen.

## Bürgerliche Namen
Als alle Juden in Baden 1809 erbliche Familiennamen annehmen mussten, nahmen die zwölf Familienvorstände der Schluchterner Juden folgende Namen an: Edesheimer (2), Kirchhauser bzw. Kirchhausen (2), Sontheimer (2), Armhold (1), Essinger (1), Gunzenhausen (1), Massenbach (1), Rittberger (1) und Wertheimer (1).

## Persönlichkeiten
Löb Friedberg (er starb nach 1815 in Schluchtern). Er wurde 1797 von dem kurpfälzischen Landesrabbiner Naftali Hirsch Moses Katzenellenbogen 1797 als Unterrabbiner für das Amt Fischbach in Schluchtern eingesetzt. Nachdem Schluchtern an das Fürstentum Leiningen gekommen war, war er neben der jüdischen Gemeinde Schluchtern ab 1804 auch zuständig für die jüdischen Gemeinden in Richen, Sinsheim und Steinsfurt. 1806 fiel das Fürstentum Leiningen an Baden, und Löb Friedberg wurde nun auch zuständig für weitere jüdische Gemeinden: Eppingen, Stebbach und weitere Gemeinden in der Umgebung.
Löb Friedberg war verheiratet mit Zirle Delom (1772–1833). Sie zog nach dem Tod ihres Mannes nach Mosbach zu ihrem Sohn Isak Friedberg († 1870 in Bruchsal), der dort von 1830 bis 1855 Bezirksrabbiner war.

## Gemeindeentwicklung
| Jahr | Gemeindemitglieder |
| ---- | ------------------ |
| 1743 | 3 Familien         |
| 1775 | 11 Personen        |
| 1801 | 42 Personen        |
| 1809 | 12 Familien        |
| 1858 | 86 Personen        |
| 1885 | 99 Personen        |
| 1900 | 74 Personen        |
| 1925 | 31 Personen        |
| 1933 | 28 Personen        |